# Cantón de Malzéville
El cantón de Malzéville era una división administrativa francesa, que estaba situada en el departamento de Meurthe y Mosela y la región de Lorena.

## Composición
El cantón estaba formado por once comunas:
- Agincourt
- Amance
- Bouxières-aux-Chênes
- Bouxières-aux-Dames
- Brin-sur-Seille
- Custines
- Dommartin-sous-Amance
- Eulmont
- Laître-sous-Amance
- Lay-Saint-Christophe
- Malzéville

## Supresión del cantón de Malzéville
En aplicación del Decreto nº 2014-261 de 26 de febrero de 2014, el cantón de Malzéville fue suprimido el 22 de marzo de 2015 y sus 11 comunas pasaron a formar parte; seis del nuevo cantón de Gran Couronné, cuatro del nuevo cantón de Entre el Selle y el Meurthe y una del nuevo cantón de Saint-Max.